# Abílio Rafael Barbosa Sousa
Abílio Rafael 'Rafa' Barbosa de Sousa (sinh ngày 25 tháng 6 năm 1988 ở Cete, Paredes) là một cầu thủ bóng đá người Bồ Đào Nha thi đấu cho F.C. Penafiel ở vị trí tiền vệ.